# Santa Ana de Mosetenes
Santa Ana de Mosetenes (früher: Santa Ana de Huachi; auch: Santa Ana del Alto Beni) ist eine Ortschaft im Departamento La Paz im südamerikanischen Andenstaat Bolivien.

## Lage im Nahraum
Santa Ana de Mosetenes liegt im Municipio Palos Blancos in der Provinz Sud Yungas. Die Ortschaft liegt auf einer Höhe von 411 m am rechten, östlichen Ufer des Alto Beni, etwa zehn Kilometer nordwestlich der Alto Beni-Brücke bei Sapecho.

## Geographie
Santa Ana de Mosetenes liegt in den bolivianischen Yungas östlich der Anden-Gebirgskette der Cordillera Real. Die Region weist ein ausgeprägtes Tageszeitenklima auf, bei dem die mittleren Temperaturschwankungen im Tagesverlauf deutlicher ausfallen als im Jahresverlauf.
Die mittlere Durchschnittstemperatur in der Region liegt bei 28 °C, der Jahresniederschlag beträgt fast 1600 mm (siehe Klimadiagramm Palos Blancos). Die Monatsdurchschnittstemperaturen schwanken nur unwesentlich zwischen 25 °C im Juni/Juli und 29 °C von Oktober bis März. Die Monatsniederschläge liegen unter 50 mm in den Monaten Juni und Juli und bei mehr als 200 mm von Dezember bis Februar.

## Verkehrsnetz
Santa Ana de Mosetenes liegt in einer Entfernung von 237 Straßenkilometern nordöstlich von La Paz, der Hauptstadt des gleichnamigen Departamentos.
Von La Paz führt die Nationalstraße Ruta 3 über Coroico und Caranavi in nordöstlicher Richtung bis zur Brücke über den Río Beni, von dort fünf Kilometer weiter flussaufwärts bis Sapecho. Die Ruta 3 erreicht im weiteren Verlauf nach 372 Kilometern bei Trinidad den Río Mamoré.
Direkt hinter der Alto Beni-Brücke zweigt eine unbefestigte Landstraße in nordwestlicher Richtung von der Ruta 3 ab, begleitet den Alto Beni flussabwärts und endet nach dreizehn Kilometern in Santa Ana de Mosetenes. Über eine Fähre ist die Ortschaft dann direkt mit Ortschaften auf der linken Flussseite verbunden.

## Bevölkerung
Die Einwohnerzahl der Ortschaft ist im vergangenen Jahrzehnt auf das Doppelte angestiegen:
| Jahr | Einwohner         | Quelle       |
| ---- | ----------------- | ------------ |
| 1992 | keine Detaildaten | Volkszählung |
| 2001 | 375               | Volkszählung |
| 2012 | 721               | Volkszählung |
| 2024 |                   | Volkszählung |

Da ein erheblicher Teil der Bevölkerung der Region in den 1960er und 1970er Jahren aus dem Altiplano zugewandert ist, weist die Region einen deutlichen Anteil an Aymara-Bevölkerung auf, im Municipio Palos Blancos sprechen 33,8 Prozent der Bevölkerung Aymara.